# アンドレ・ノワイエル
アンドレ・ノワイエル（André Noyelle、1931年11月29日 - 2003年2月4日）は、ベルギー、イーペル出身の自転車競技（ロードレース）選手。

## 経歴
1952年
- ヘルシンキオリンピック
  -  個人ロードレース 優勝
  -  団体ロードレース 優勝
- ロードレース世界選手権・アマ個人ロード 2位

1953年にプロ転向。
1957年
- ヘント〜ウェヴェルヘム 2位

1959年
- グランプリ・ド・フルミー 優勝

1961年
- チューリッヒ選手権 3位

1964年
- グランプリ・ピノ・チェラミ 優勝

1966年、引退。